# Übergabe der Stadt Braunschweig
Die Übergabe der Stadt Braunschweig im Zweiten Weltkrieg fand am 12. April 1945 um 02:59 Uhr statt, nachdem offizielle Vertreter der Stadt Braunschweig, darunter Oberbürgermeister Erich Bockler, ein entsprechendes Protokoll unterzeichnet und es zwei Vertretern der 30. US-Infanteriedivision der 9. US-Armee übergeben hatten.
Erste Kapitulations-Verhandlungen hatten am 10. April um 19:00 Uhr zwischen Generalleutnant Karl Veith, dem letzten Kampfkommandanten Braunschweigs und Leland S. Hobbs, dem Kommandierenden General der 30. US-Infanteriedivision, stattgefunden. Sie waren aber nach nur 20 Minuten gescheitert, weil sich Veith geweigert hatte, bedingungslos zu kapitulieren und die Stadt kampflos zu übergeben. Stattdessen hatte er angeboten, alle in der Stadt verbliebenen deutschen Kampfverbände nach Osten abzuziehen. Dieser Vorschlag wurde wiederum von den Amerikanern abgelehnt.
Die zweiten Verhandlungen zur kampflosen Übergabe des stark zerstörten Braunschweig fanden in den frühen Morgenstunden des 12. April statt und führten schließlich zur Unterzeichnung des Übergabeprotokolls und damit zum Waffenstillstand und Kriegsende für Braunschweig.

## April 1945: Letzte Kriegstage in Braunschweig

### Zeit des Nationalsozialismus in Braunschweig

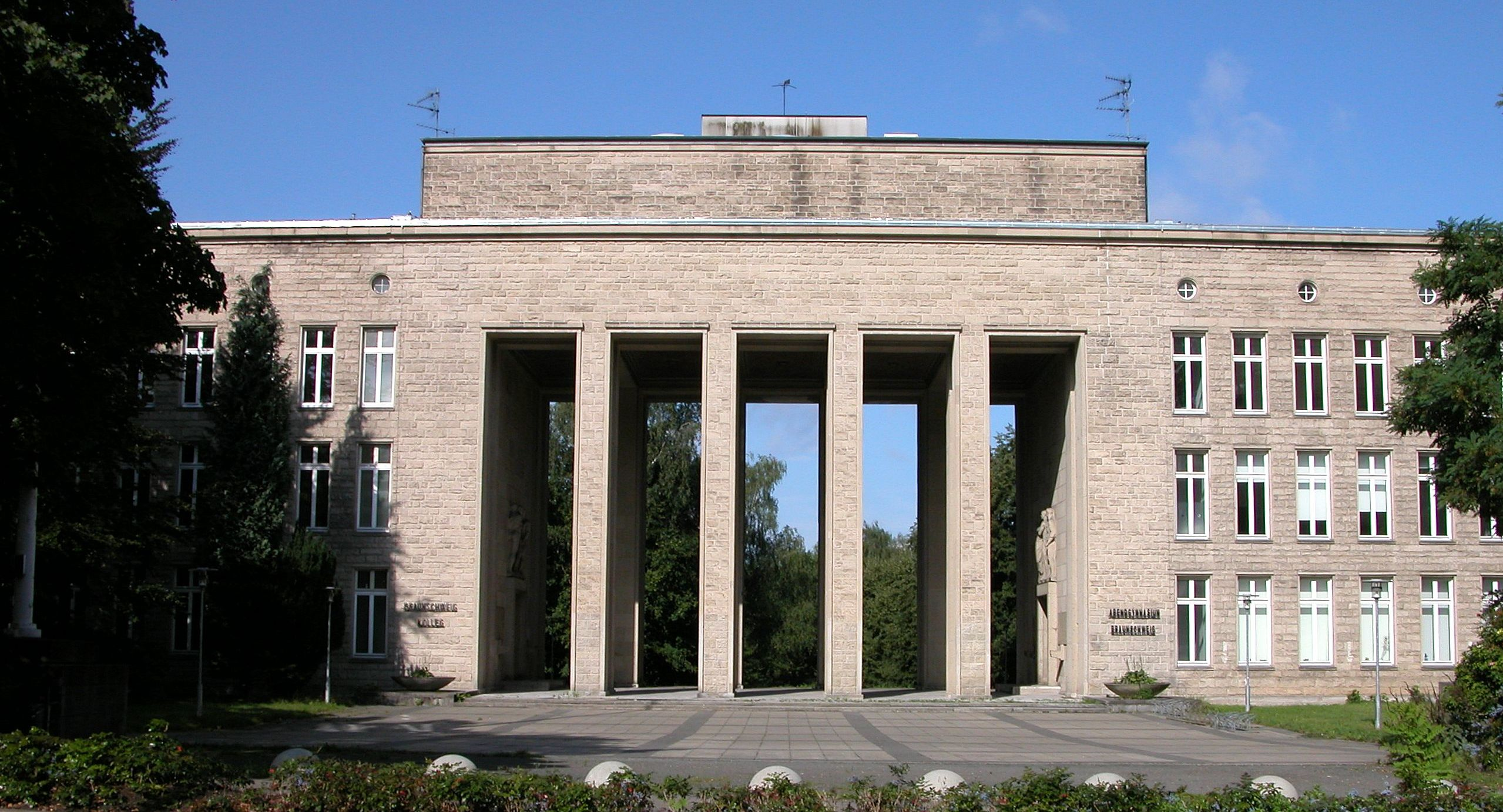
Die ehemalige Akademie für Jugendführung der Hitlerjugend

Unter Dietrich Klagges, NSDAP-Ministerpräsident des Landes Braunschweig, und dem Kabinett Klagges kam es bereits kurz nach der „Machtergreifung“ der Nationalsozialisten 1933 zu zahlreichen Repressalien und Gewaltaktionen gegenüber politischen Gegnern, Juden und anderen Personengruppen. Braunschweig wurde zu einem wichtigen Rüstungszentrum des Deutschen Reiches ausgebaut. Klagges holte auch bedeutende nationalsozialistische Institutionen in die Stadt, wie die Akademie für Jugendführung der HJ, die Führerschule des deutschen Handwerks, die Gebietsführerschule der Hitlerjugend „Peter Frieß“, das Luftflottenkommando 2, den Reichsjägerhof „Hermann Göring“, die SS-Junkerschule und die Truppenführerschule des Reichsarbeitsdienstes.

### Rüstungsstandort Braunschweig

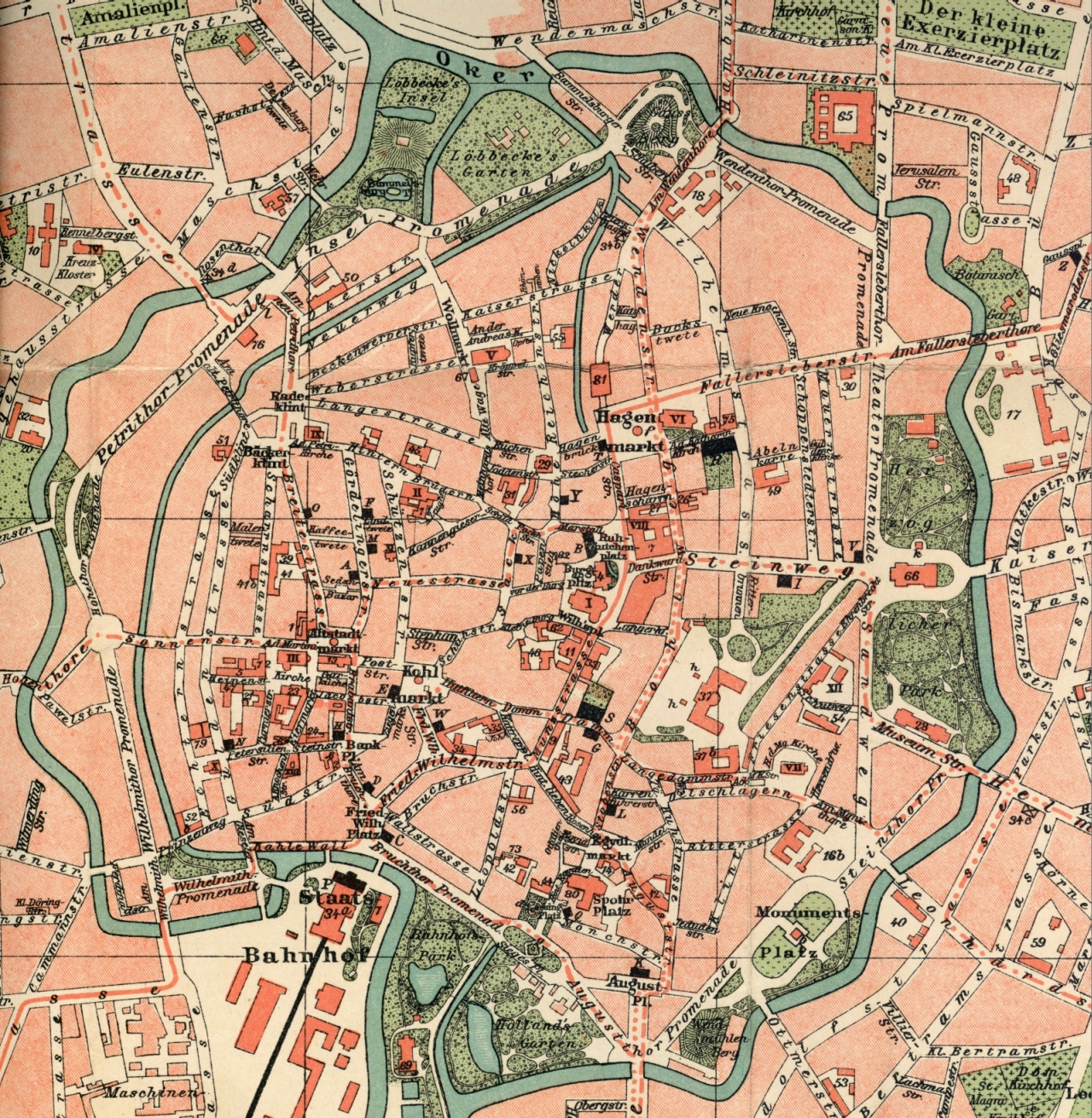
Die Braunschweiger Innenstadt 1899. Der Straßenverlauf war 1945 noch derselbe. Der Dom befindet sich im Zentrum, der die Stadt umschließende blaue Ring ist die Oker. Im Uhrzeigersinn an der Oker entlang: Im Norden: Löbbeckes Insel und Gaußberg; im Osten Theaterpark, Staatstheater, Museumpark, Herzog Anton Ulrich-Museum, Löwenwall, Windmühlenberg; im Süden Holland’s Garten und Bahnhofs-Park, daneben der Bahnhof; im Westen die Wallanlagen entlang der Oker.

Bereits Jahre vor Beginn des Zweiten Weltkrieges war Braunschweig von den Nationalsozialisten systematisch zu einem wichtigen Standort der deutschen Rüstungsindustrie und einem Verkehrsknotenpunkt mit zahlreichen Forschungsinstituten und Entwicklungseinrichtungen der Technischen Hochschule Braunschweig, großen Unternehmen in den Bereichen Maschinen- und Anlagenbau ausgebaut worden. Die dafür förderliche Verkehrsinfrastruktur war durch einen bedeutenden Eisenbahnknotenpunkt, einen eigenen Hafen mit Anbindung an den Mittellandkanal, die neue Autobahn in Richtung Berlin (die heutige A 2) sowie einige Flugplätze, darunter der Flugplatz Waggum sowie der Flugplatz an der Luftfahrtforschungsanstalt Hermann Göring in Völkenrode, gegeben.
Braunschweig war unter anderem Zentrum der deutschen Jagdpanther-Produktion. Noch im März 1945 wurden bei der MIAG 32 von insgesamt 52 Panzern dieses Typs im ganzen Reichsgebiet zusammengebaut. Das heißt, dass über 60 % dieses Typs bis kurz vor Kriegsende in Braunschweig noch einsatzbereit an die Truppe übergeben wurden. Ein Umstand, der von Hitler persönlich gewürdigt wurde. Am 7. April 1945 übernahm das II./Panzer-Lehr-Regiment 130 35 einsatzbereite Jagdpanther neuester Produktion, die ursprünglich für die 2. Panzer-Division vorgesehen waren, sowie 12 schwere Büssing-Lkws und 12 VW-Kübelwagen bei der MIAG in Braunschweig. Am Abend verließen die Panzer Braunschweig in Richtung Westen. Im Bereich der Ortschaften Edemissen und Wenden, nur wenige Kilometer entfernt, kam es zu heftigen Schusswechseln mit US-Panzern. Die verbliebenen deutschen Panzer setzten sich anschließend in Richtung Elbe ab. Andere Braunschweiger Unternehmen, die noch bis in die ersten Apriltage kriegswichtiges Material produzierten, waren: Büssing (schwere Lkws), Karges & Hammer (Kanonen für den Panzerkampfwagen III) und die Vereinigten Eisenbahn-Signalwerke (Flak- und Pak-Geschütze). Die Niedersächsischen Motorenwerke fertigten noch bis Ende März 1003 Flugmotoren (zum Beispiel für die Messerschmitt Bf 109). Beim Lkw-Hersteller Büssing NAG wurde die Produktion erst am 9. April 1945 eingestellt und unter alliierter Kontrolle bereits am 2. Mai 1945 wieder aufgenommen.

### Letzte Maßnahmen der NS-Führung in Braunschweig

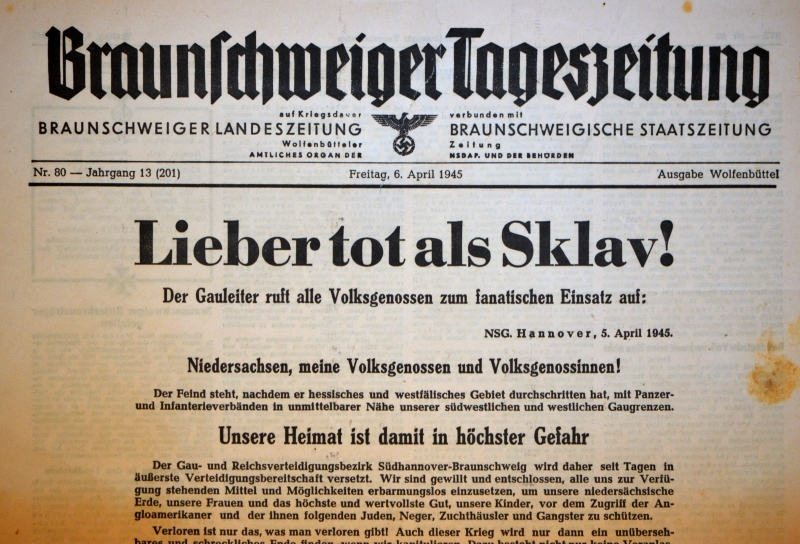
Titelseite der Braunschweiger Tageszeitung von Freitag, 6. April 1945, mit der Hetzrede „Lieber tot als Sklav!“ von Gauleiter Hartmann Lauterbacher

Anfang April 1945 befanden sich die Spitzen der 30. US-Infanteriedivision etwa im Raum Bielefeld, 160 km südwestlich von Braunschweig. Die NS-Führung Braunschweigs, insbesondere Berthold Heilig, NSDAP-Kreisleiter, und Hartmann Lauterbacher, Gauleiter von Süd-Hannover-Braunschweig, stachelten die Bevölkerung in diesen letzten Tagen in Rundfunkansprachen und Zeitungen permanent zum „Kampf bis zum letzten Mann“ auf. So erschien am 6. April 1945, dem Tag, an dem die ersten US-Einheiten auf dem Gebiet des Landes Braunschweig auftauchten, auf der Titelseite des NS-Kampfblattes Braunschweiger Tageszeitung der fanatische Aufruf Lauterbachers „Lieber tot als Sklav!“ Er zeichnete darin ein apokalyptisches Bild, sollten „die Angloamerikaner“ jemals in Stadt und Land Braunschweig einmarschieren. Die letzte Ausgabe der „Braunschweiger Tageszeitung“ erschien am 10. April mit der Schlagzeile „Braunschweig ist bereit“. An diesem Tag wurde Braunschweig zum ersten Mal von amerikanischer schwerer Artillerie beschossen. Der Beschuss dauerte bis in die Morgenstunden.
Kreisleiter Heilig hatte sich bereits in den ersten Apriltagen auf Befehl Lauterbachers zur Verteidigung der „Festung Harz“ in den 60 km südlich liegenden Harz begeben. Als er jedoch am Abend des 10. April erfuhr, dass beabsichtigt sei, Braunschweig den Amerikanern kampflos zu übergeben, machte er sich umgehend auf den Weg zum Kreisbefehlsstand im Nußbergbunker, wo er gegen 02:30 Uhr am frühen Morgen des 11. April eintraf. Gegen 08:00 Uhr setzten die Amerikaner das Artilleriefeuer aus, um eine über Rundfunk angekündigte Rede Heiligs abzuwarten. Um 08:15 Uhr erklärte er Braunschweig über Drahtfunk zur „Festung“ und rief die Bevölkerung zum „Kampf bis zum letzten Blutstropfen“ auf: „… Braunschweig kapituliert nicht und wird nicht kampflos dem Feind übergeben …“. Darüber hinaus drohte er allen Verweigerern und „Defätisten“ mit dem Tode. Nur 30 Minuten später erfuhren die Hörer über den britischen „Feindsender“ Radio London, dass sich US-Verbände in großer Zahl vor der Stadt sammelten und 1000 Flugzeuge bereit stünden, Braunschweig „übergabebereit zu bomben“. Aus Angst vor einer Belagerung und der ungewissen Zukunft begann die Zivilbevölkerung daraufhin, Vorratslager und Güterzüge mit Lebensmitteln und Versorgungsgütern zu plündern. Gegen 10:00 Uhr setzte das US-Artilleriefeuer wieder ein.
In den letzten Tagen vor dem Ende ließen die NS-Funktionsträger in großem Umfang amtliche Dokumente und Unterlagen der NSDAP und ihrer angeschlossenen Organisationen vernichten. Am 10. April war seitens der Polizei Braunschweig der Befehl ergangen, sämtliche Akten zu vernichten, darunter auch die über Jahren zusammengetragenen Melderegisterunterlagen und verschiedene Karteien. Polizisten, die der NSDAP angehörten, wurden aufgefordert, auch bei sich zuhause Unterlagen zu vernichten.

### Verteidigungsmaßnahmen

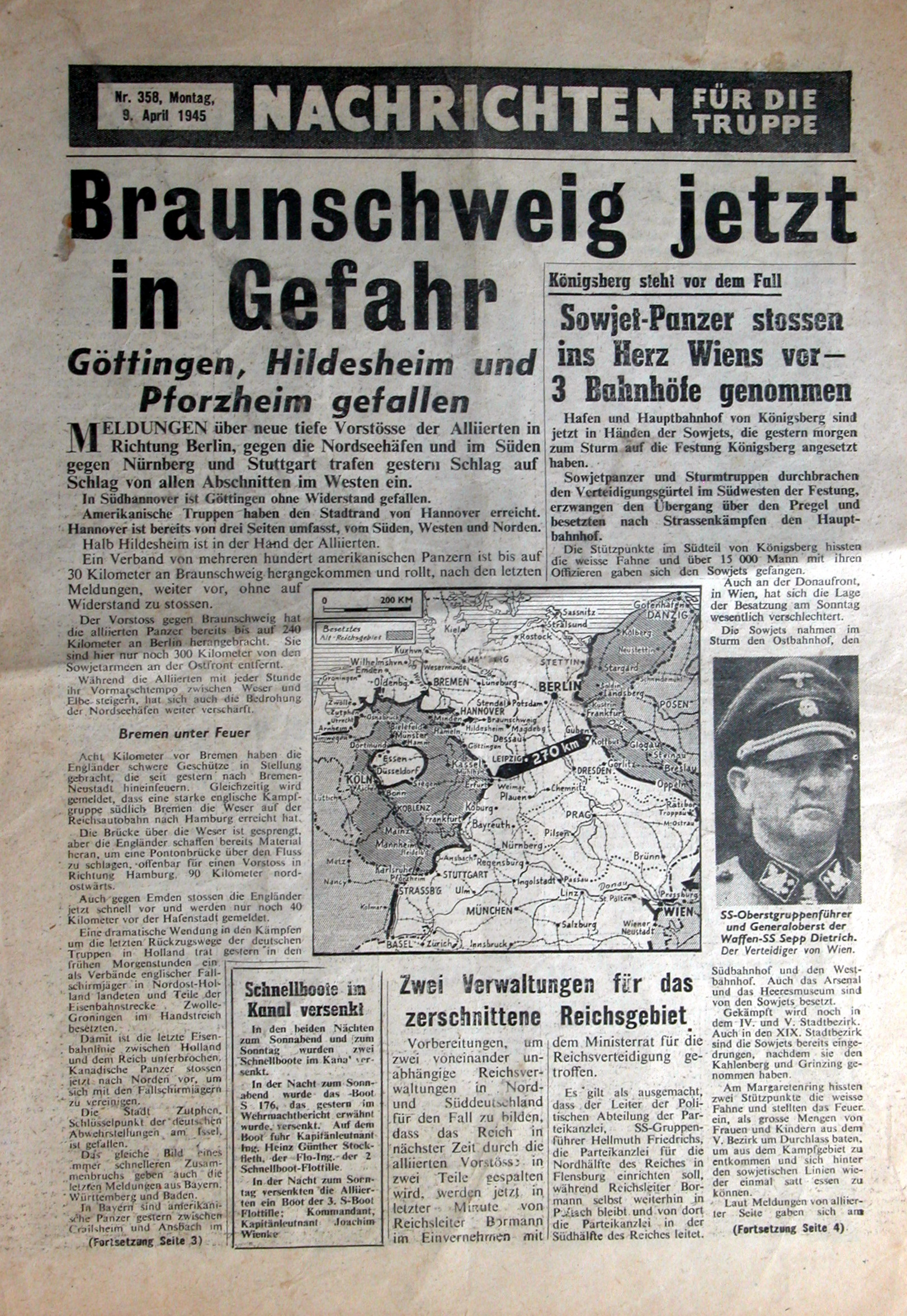
Nachrichten für die Truppe, Nr. 358, vom 9. April 1945, ein Propaganda-Flugblatt der Alliierten. Die Schlagzeile bezieht sich auf die abzusehende Einnahme Braunschweigs am 12. April 1945.

Ab dem 7. April 1945 begann auf Anordnung der Parteiführung der systematische Bau von Barrikaden auf den Haupteinfallstraßen aus Richtung Westen. Eigens durch die Kreisleitung im Nußbergstollen hastig aufgestellte Baustäbe begannen mit der Planung von Verteidigungsanlagen gegen die anrückenden US-Truppen. So sollten Hindernisse und Panzergräben von geplant 70–80.000 Menschen, darunter neben der Zivilbevölkerung Kriegsgefangene und Fremdarbeiter, rund um die Stadt und in ihr selbst errichtet werden. Außerdem wurde die Sprengung von 28 Kanalbrücken vorbereitet. Einige der Panzersperren waren so sinnlos konzipiert, dass sie den eigenen Verkehr und damit die Versorgung der Bevölkerung dermaßen behinderten, dass sie bereits etliche Tage vor dem Einmarsch der Amerikaner wieder entfernt werden mussten.
Am Morgen des 11. April erschallten wieder Sirenen mit „Panzeralarm“. Die Bevölkerung floh ein letztes Mal in die Bunker der Stadt. Gegen 9:00 Uhr bewegten sich erste motorisierte US-Einheiten unter Maschinengewehrfeuer von der Wedtlenstedter Schleuse kommend über die Hildesheimer Straße auf das Stadtzentrum zu. Nur etwa zehn Kilometer südöstlich von Braunschweig wurde zum selben Zeitpunkt die weitgehend unzerstörte Stadt Wolfenbüttel von ihrem Bürgermeister Fritz Ramien (NSDAP) kampflos an die US-Truppen übergeben. Folglich bewegten sich US-Verbände nun auch von Süden her auf das Stadtzentrum zu. Gegen 15:00 Uhr sammelten sich US-Panzer und Infanterie bei Stöckheim und Leiferde, etwa sieben Kilometer vom Stadtzentrum. Bei Leiferde wurde Artillerie in Stellung gebracht und begann am Abend, über das Dorf hinweg in die Stadt zu feuern, insbesondere in die südlichen und östlichen Stadtgebiete.
Kampfkommandant Veith standen zu diesem Zeitpunkt für die Verteidigung der „Festung Braunschweig“ noch zur Verfügung: das „Marschbataillon Hirschhausen“, bestehend aus etwa 600 Mann, eine Einheit der SA, etwa 200 Männer des Volkssturms, die meisten über 60 Jahre alt, sowie zwei Kompanien des sogenannten Jugendvolkssturms unter der Führung des HJ-Hauptbannführers Hein Stünke.
Eine amerikanische Vorhut erreichte das ca. sieben Kilometer südöstlich gelegene Mascherode, am 12. gefolgt von Panzern und schwerer Artillerie. In den Abendstunden sickerten zahlreiche US-Patrouillen in die Stadt ein, ohne dabei auf Widerstand zu stoßen. Gegen 19:00 Uhr wurden erste Panzer in der Nähe des Petritores gesichtet. In der Nacht vom 11. auf den 12. April bewegten sich US-Panzerspitzen langsam von Westen kommend über Madamenweg, Kreuzstraße und Hildesheimer Straße auf das Stadtzentrum zu. Zwischen 22:00 und 23:00 Uhr abends betraten drei US-Soldaten im Stadtzentrum den Sack-Bunker und gaben den zahlreichen Bunkerinsassen Anweisung, diesen bis auf weiteres nicht zu verlassen.
Seit den frühen Morgenstunden des 12. April zogen scheinbar endlose Kolonnen von US-Fahrzeugen von Rüningen kommend in Richtung Mascherode und in den Elm.

### Letzte Kampfhandlungen und Opfer
Am 9. April erging der Befehl an alle Flak- und Luftschutz- und Polizeieinheiten der Stadt, sich vor den anrückenden US-Truppen in den ca. 25 km östlich gelegenen Elm zurückzuziehen. Bei dieser Rückzugsbewegung lösten sich die Einheiten allerdings sehr schnell auf, da die Angehörigen, oftmals das letzte Aufgebot aus Hitlerjugend und Volkssturm bestehend, nicht noch kurz vor Kriegsende sterben wollten. Auch an die Polizeitruppe war in der Nacht zum 10. April der Befehl ergangen, sich mit allen Fahrzeugen und Waffen in Richtung Tetzelstein im Elm abzusetzen und dort eine Kampflinie zu bilden. Angesichts der unzureichenden Bewaffnung und aussichtslosen Lage – amerikanische Jagdbomber und Artillerie griffen die Polizei mehrfach an, die Reiterstaffel hatte schon schwere Verluste erlitten – lösten sich die restlichen Polizeiverbände schnell auf und setzten sich ab – unter anderem auch, weil ihnen permanent sich auflösende Wehrmachtseinheiten entgegen kamen.

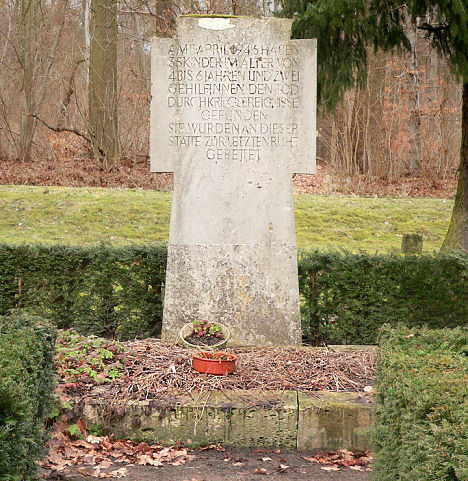
Gedenkstein für 35 Kinder und zwei ihrer Betreuerinnen in Langeleben

Am späten Nachmittag des 10. April warfen amerikanische Tiefflieger vereinzelte Bomben über dem Stadtgebiet ab. Im östlichen Ringgebiet wurden die Häuser Marienstraße 7, 8 und 9 getroffen, wobei zehn Personen getötet und zwei verletzt wurden. Nicht weit davon, an der Ecke Kastanienallee/Helmstedter Straße, beim Restaurant Felten, explodierte ebenfalls eine Bombe und tötete zwei Personen. Ab 21:00 Uhr wurde die Stadt bis zum Abend des 11. April von Artillerie beschossen. Tagsüber waren permanent schwere Detonationen zu hören, als militärische Anlagen sowie Brücken über die Oker und den Mittellandkanal von zurückweichenden deutschen Einheiten gesprengt wurden.
In den Abendstunden des 11. April griffen mehrere amerikanische Tiefflieger mit Bomben und Bordwaffen die kleine Ortschaft Langeleben im Elm an. Bei dem Angriff auf das dortige Waldrestaurant, in dem sich zu diesem Zeitpunkt 150 Kinder aus Braunschweig aufhielten, wurden 53 Personen getötet, darunter zwei Betreuerinnen der Kinder sowie 35 Kinder im Alter zwischen vier und sechs Jahren, die nach dem Abendessen gerade draußen spielten. Das Städtische Klinikum Braunschweig hatte die Kinder zum Schutz vor Bombenangriffen nach Langeleben evakuiert, wo sie wahrscheinlich zwischen die Fronten geraten sind, denn der Angriff galt wohl den deutschen Einheiten unter Karl Veith, die sich in den Elm zurückgezogen hatten.
Letzte NS-Morde
Kreisleiter Heilig hatte in den letzten Tagen Landrat Friedrich Bergmann den Befehl erteilt, sämtliche Brücken über den Mittellandkanal und die Oker sowie alle Autobahnbrücken sprengen zu lassen. Diesem Befehl kam Bergmann aber nicht nach. Stattdessen unternahm er am Abend des 11. April eine versuchte Selbsttötung, die jedoch fehlschlug. Bergmann wurde schwer verletzt gefunden und sollte in ein Krankenhaus gebracht werden. Als Heilig davon erfuhr, befahl er Paul Wollmann, einem seiner Gefolgsleute, mit den Worten „Ich verurteile ihn zum Tode. Fahren Sie mit ihm irgendwohin vor die Stadt und erschießen Sie ihn“, Bergmann zu töten. Wollmann und die SA-Leute Karl Scheil und Alwin Glindemann fuhren daraufhin mit Bergmann nach Riddagshausen, wo ihn Wollmann erschoss. Bergmanns Leiche wurde zwei Tage später gefunden. Am selben Tag wie Friedrich Bergmann wurde auch sein 19-jähriger Sohn ermordet aufgefunden.
Nachdem Heilig Braunschweig zur „Festung“ erklärt hatte, drohte er, „Verräter“ und „Abtrünnige“ erschießen zu lassen. Er ließ „Einsatzkommandos“ bilden, die gegen Plünderer und Defätisten vorgingen und in „letzter Minute“ noch zahlreiche Amtsträger ermordeten. So wurde auf Befehl Heiligs auf dem Friedhof des Kreuzklosters der SA-Obersturmführer Wilhelm Ogilvie erschossen. Wie bei Bergmann steckte auch in einem seiner Stiefel ein Zettel mit der Aufschrift „Der Werwolf“. Fritz Jürgens, Bürgermeister der kleinen Ortschaft Schandelah, sowie der dortige Arzt Fritz Zschirpe wurden ebenfalls „wegen Sabotage und defätistischen Verhaltens“ von Angehörigen der Akademie für Jugendführung ermordet, weil sie den Bau von Panzersperren und Barrikaden verhindert hatten.

### Ernennung Erich Bocklers zum Oberbürgermeister
Hans-Joachim Mertens, seit dem 1. April 1943 amtierender NS-Oberbürgermeister der Stadt, da sich sein Vorgänger, das NSDAP- und SS-Mitglied Wilhelm Hesse, freiwillig zum Kriegseinsatz gemeldet hatte, erschoss sich am 11. April 1945 gegen 16:30 in seinem Dienstzimmer im Rathaus, nachdem er sich zuvor geweigert hatte, wie von Heilig befohlen Hitlers Nerobefehl in der Stadt umzusetzen und alle Versorgungseinrichtungen und Brücken über die Oker und den Mittellandkanal sprengen zu lassen. Auch sollten alle Wohnhäuser in der Boelckestraße (heute Grünewaldstraße) gesprengt werden, um der Artillerie freies Sicht- und Schussfeld auf die anrückenden US-Truppen zu verschaffen. Diese Befehle wurden jedoch ebenfalls nicht ausgeführt.
Ministerpräsident Dietrich Klagges hatte eigentlich am Abend des 11. April ebenfalls vor, aus der von drei Seiten eingeschlossenen Stadt zu fliehen. Dazu wollte er die Amtsgeschäfte dem Oberbürgermeister übergeben. Da Mertens tot war, wollte Klagges Stadtbaurat Bernhard Mewes als Mertens’ Nachfolger verpflichten. Mewes hatte sich allerdings bereits unbemerkt zusammen mit seiner Familie nach Bad Harzburg abgesetzt, um das Kriegsende abzuwarten. So griff Klagges auf den parteilosen Rechtsanwalt Erich Bockler zurück. Diesen beauftragte er mit sofortiger Wirkung mit der Wahrnehmung der Geschäfte der vakanten Stelle des Oberbürgermeisters der Stadt.
Bockler war seit Dezember 1943 Kommandeur der Braunschweiger Schutzpolizei. Zusammen mit Polizeihauptmann Karl-Heinz Stahl, der als kommissarischer Polizeipräsident fungierte, versuchte er in den letzten Tagen des Zweiten Weltkrieges in Braunschweig die öffentliche Ordnung in der Stadt aufrechtzuerhalten, soweit das unter den Bedingungen der Endphase des Krieges noch möglich war. Beider Ziel war vorrangig, die bereits schwer zerstörte Stadt vor weiteren Zerstörungen sowie die Zivilbevölkerung vor Häuserkämpfen oder alliierten Bombardierungen zu bewahren sowie Plünderungen und Gewaltexzesse, zum Beispiel gegenüber KZ-Häftlingen, zu verhindern.

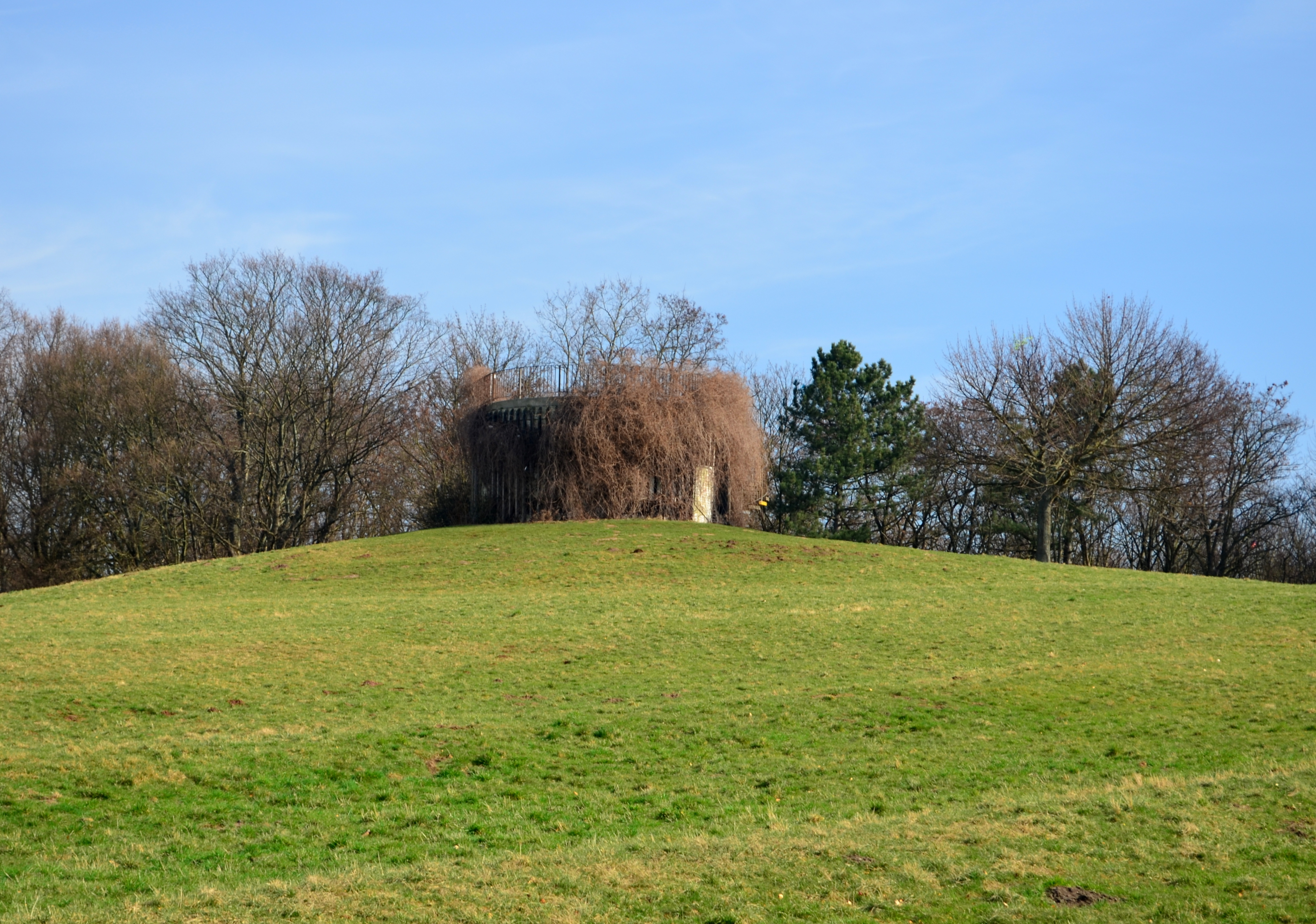
Der Nußberg mit dem sichtbaren Rest des Kreisbefehlsstandes im heutigen Zustand

Letzte Besprechungen der NS-Führung, verbunden mit Befehlen für die ausführenden städtischen und militärischen Organe, fanden in den Abendstunden des 11. April im Kreisbefehlsstand im Bunker auf dem Nußberg statt. Unter anderem waren dabei anwesend: Ministerpräsident Klagges, Kreisleiter Heilig, Generalleutnant Karl Veith, Braunschweigs letzter Kampfkommandant, der gerade erst vor wenigen Stunden ernannte Oberbürgermeister Erich Bockler, Staatsrat Kurt Bertram, Polizeihauptmann Karl-Heinz Stahl und SA-Obersturmbannführer Timm. Heilig und Veith waren der einhelligen Auffassung, Braunschweig auf keinen Fall bedingungs- und kampflos zu übergeben – im Gegenteil. Bockler hingegen versuchte beschwichtigend auf beide einzuwirken und damit die Zivilbevölkerung und das, was von der Stadt noch übrig geblieben war, zu retten. In einem Wutanfall bezeichnete ihn Heilig dafür als „Volksverräter“. Bald darauf beendete Heilig diese Besprechung. Gegen 20:00 Uhr kam es zu einem letzten Treffen im Bunker; anschließend wurden weitere Unterlagen vernichtet und der Befehlsstand gesprengt.
Entgegen den von ihnen in markigen Worten zahlreich geäußerten Durchhalteparolen und Aufrufen zu Widerstand, Sabotage und Guerillakrieg an die Zivilbevölkerung und trotz der sich noch in und um die Stadt befindlichen Wehrmachtsverbände setzten sich die meisten hohen und höchsten NS-Funktionsträger und Politiker in den letzten Tagen und Stunden vor der Übergabe heimlich ab, allen voran Heilig und Lauterbacher. Heilig floh am 11. April zwischen 22:00 und 23:00 Uhr Richtung Berlin. Auf seiner Flucht geriet er in sowjetische Kriegsgefangenschaft, aus der er jedoch fliehen konnte. Lauterbacher setzte sich unerkannt nach Süddeutschland ab.

## Kapitulationsverhandlungen und Übergabe

### 10. April 1945: Kapitulationsverhandlungen an der Wedtlenstedter Schleuse

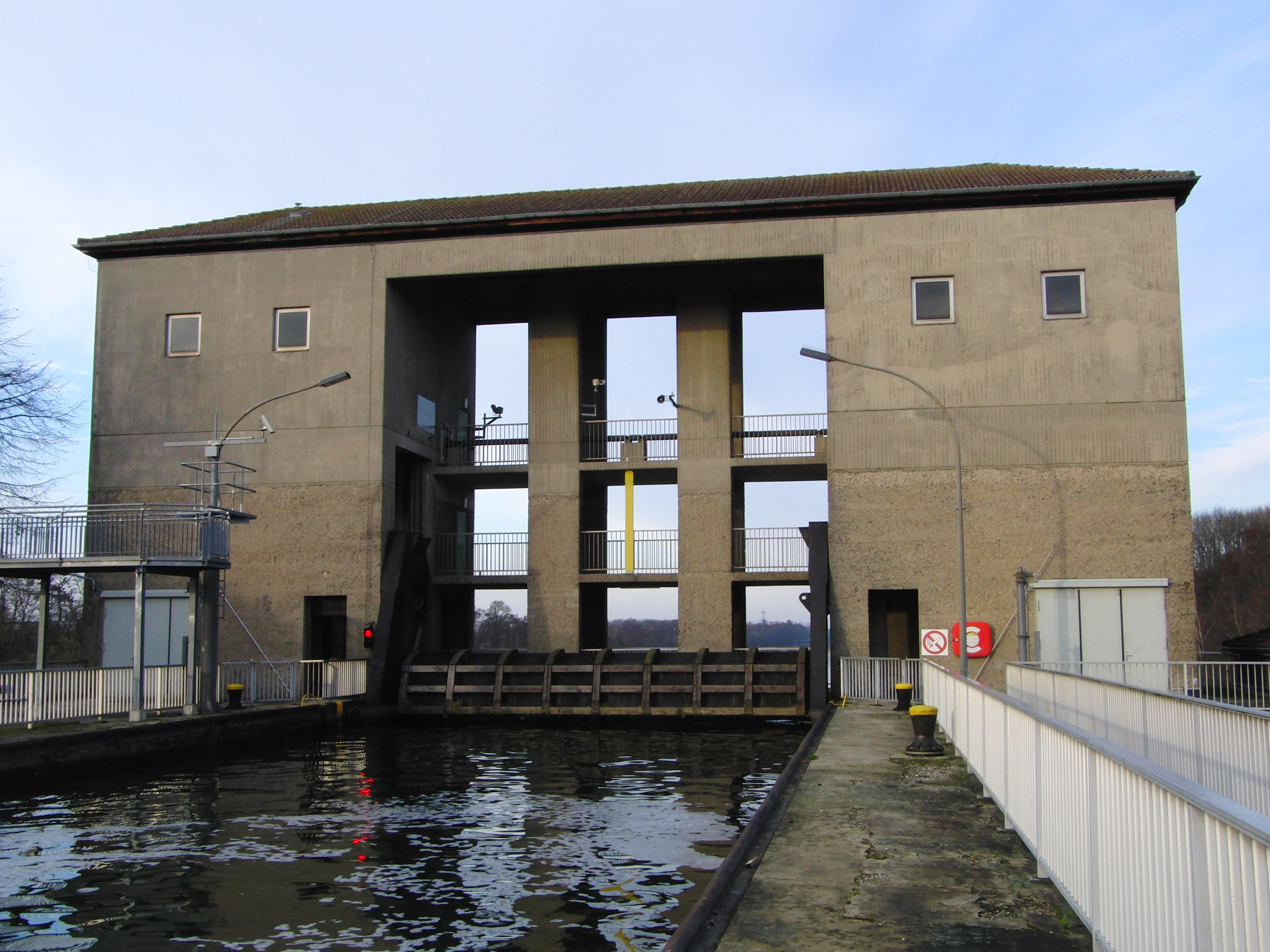
Die Wedtlenstedter Schleuse heute

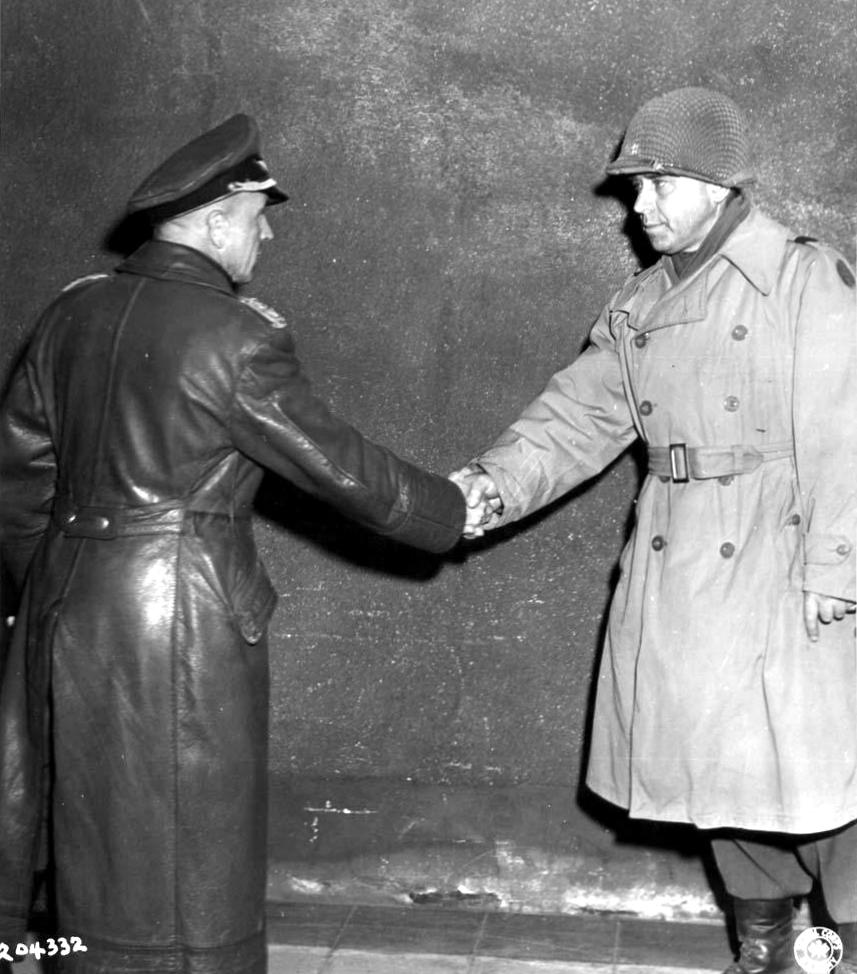
10. April 1945: Generalleutnant Karl Veith (links), Kampfkommandant der Stadt Braunschweig und General Leland S. Hobbs (rechts) von der 30. US-Infanteriedivision

Verbände der 30. US-Infanteriedivision kamen von Westen über Hildesheim und Hameln, die beide am 7. April, sowie über Hannover und Peine, die beide am 10. April eingenommen worden waren, auf das Gebiet des Landes Braunschweig. Zur Division gehörten unter anderem das 117. US-Infanterie-Regiment, das sich im Norden Braunschweigs befand, das 120. im Süden sowie die 125. Kavallerie-Schwadron, die als Vorhut diente. Die 125. verfügte über einen Lautsprecherwagen, in dem ein deutschsprechender Leutnant die gegnerischen Verbände zur Aufgabe aufforderte. Beim Vorrücken war der deutsche Widerstand sehr gering. Am späten Nachmittag des 10. April erreichten erste Angehörige der 125. Schwadron den Stichkanal Salzgitter, der aber wegen einer gesprengten Brücke nicht sofort überquert werden konnte. Bei Vechelade trafen sie auf einen deutschen Sanitätsoffizier, der ihnen mitteilte, dass der Kampfkommandant Braunschweigs zur Kapitulation bereit sei. Ein US-Soldat wurde durch die deutschen Linien geleitet, um ein Treffen um 19:00 Uhr zu vereinbaren. Während sich die US-Truppen am Kanal sammelten, bereiteten deutsche Verbände, unbemerkt von den Amerikanern, im Norden und Westen der Stadt die noch verbliebenen Brücken zur Sprengung vor.
Der Feuerwehroffizier Rudolf Prescher berichtete folgenden Ablauf der Geschehnisse am 10. April: „Gegen 14:00 Uhr sandten die vor der Stadt verharrenden Amerikaner einen Oberleutnant als Parlamentär zu Generalleutnant Veith in das Gebäude des Luftflottenkommandos 2 am Franzschen Feld im Östlichen Ringgebiet. Der US-Offizier ersuchte um Übergabe der Stadt, was Veith aber ablehnte, da er sich weigerte, mit einem Rangniederen zu verhandeln. Allerdings wurde vereinbart, am selben Tag um 19:00 Uhr an der Wedtlenstedter Schleuse zu Verhandlungen zusammenzukommen“.
Um 19:00 Uhr traf Veith in einem Wagen mit weißer Flagge an der Wedtlenstedter Schleuse ein. In seiner Begleitung befanden sich fünf Personen, darunter Polizeihauptmann Karl-Heinz Stahl (* 22. März 1887; † 15. November 1945) sowie der Führer des Braunschweiger Volkssturms, Major d. R. Ernst Webendoerfer (Vorstandsmitglied und von 1921 bis 1945 Geschäftsführer des Verlags Vieweg und Sohn). Einer von Veiths Begleitern fungierte als Dolmetscher. Alle waren in Ausgehuniform und unbewaffnet. Auf Seiten der Amerikaner waren bei den Verhandlungen anwesend: General Hobbs, General Harrison, Lieutenant Colonel Stewart L. Hall, Lieutenant Schmidts (als Dolmetscher), 1st Lieutenant John Henderson, vom 4th Information and Historical Service der 9. US Army und Lieutenant Karrigan.
Hobbs eröffnete die Verhandlungen mit dem Hinweis, er erwarte die Kapitulation des Generals und dessen Truppen. Veith erwiderte darauf, er wolle Braunschweig als offene Stadt verstanden wissen, um Opfer unter der Zivilbevölkerung zu vermeiden, und bot deshalb an, bis 19:00 Uhr am 12. April alle Truppen aus der Stadt abzuziehen. Daraufhin stellte Hobbs klar, dass die Alliierten immer eine bedingungslose Kapitulation forderten. Veith entgegnete, dass ihm das bekannt sei, aber die Genfer Konventionen dies zuließen. Hobbs verneinte dies, woraufhin Veith antwortete, dass er zwar beabsichtige, von Soldat zu Soldat zu kämpfen, aber es andererseits vorziehe, sich aus der Stadt zurückziehen, um Zivilisten zu schonen. Dies lehnte Hobbs erneut ab, worauf Veith entgegnete: “… if the civilian population suffers, it is your will.” („… wenn die Zivilbevölkerung leidet, ist das Ihr Wille.“). Anschließend bat Veith um fünf Minuten, um sich mit seinen Begleitern zu beraten. Anschließend setzte Veith die Verhandlungen mit der Frage fort, welche Bedingungen Hobbs stelle. Dieser antwortete, er verlange die Kapitulation des Gebietes und der Truppen unter dem Kommando Veiths, woraufhin Veith entgegnete: “Braunschweig and vicinity will surrender unconditionally at 1200 tomorrow. I will withdraw my troops before the town and those that are in the town.” („Braunschweig und Umgebung werden morgen um 12:00 bedingungslos kapitulieren. Ich werde meine Truppen vor und jene in der Stadt abziehen.“) Hobbs antwortete darauf lediglich mit “No.” Der stellvertretende Divisionskommandeur der 30., General Harrison fügte hinzu: “We don’t care about the town. We want your troops.” („Die Stadt ist uns egal. Wir wollen Ihre Truppen.“) Hobbs’ letzte Worte an Veith waren: “I am not here to bicker. I want unconditional surrender or we will continue the campaign.” („Ich bin nicht zum Zanken hier. Ich will bedingungslose Kapitulation oder wir setzen den Kampf fort.“) Daraufhin zuckte Veith nur mit den Schultern, um zu signalisieren, dass er dies nicht akzeptiere. Anschließend verließen die Amerikaner den Raum. Sie gaben der deutschen Delegation 30 Minuten, um nach Braunschweig zurückzukehren, bevor die Feindseligkeiten wieder aufgenommen würden. Während der Verhandlungen waren Detonationen der Brückensprengungen zu hören.
Kampfkommandant Veith muss sich kurz nach den Verhandlungen aus Braunschweig abgesetzt haben, wurde aber bereits gegen Mitternacht vom 12. auf den 13. April an einer Straßensperre am Schöppenstedter Turm in der Nähe von Braunschweig von Amerikanern gefangen genommen.

Protokoll der Verhandlungen vom 10. April 1945 zwischen General Leland S. Hobbs und Generalleutnant Karl Veith
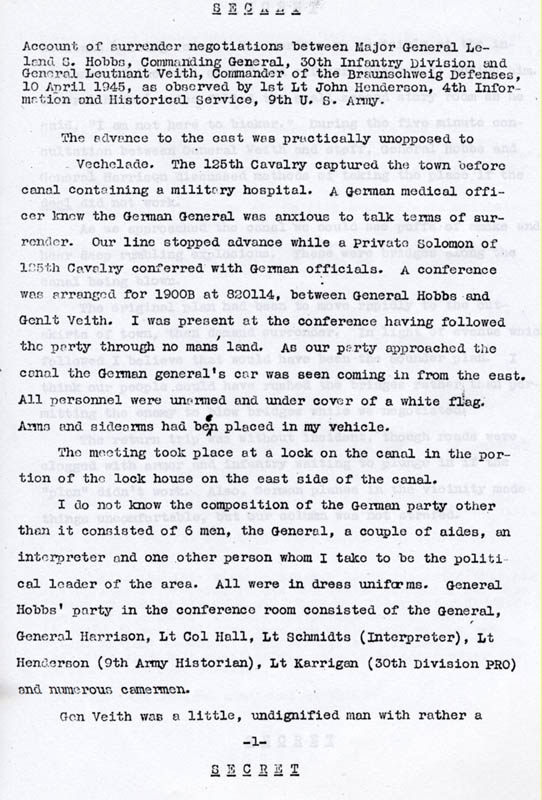
Blatt 1
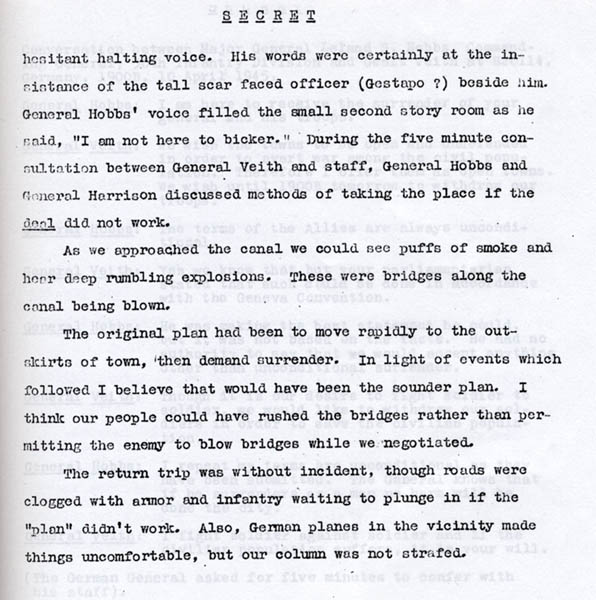
Blatt 2
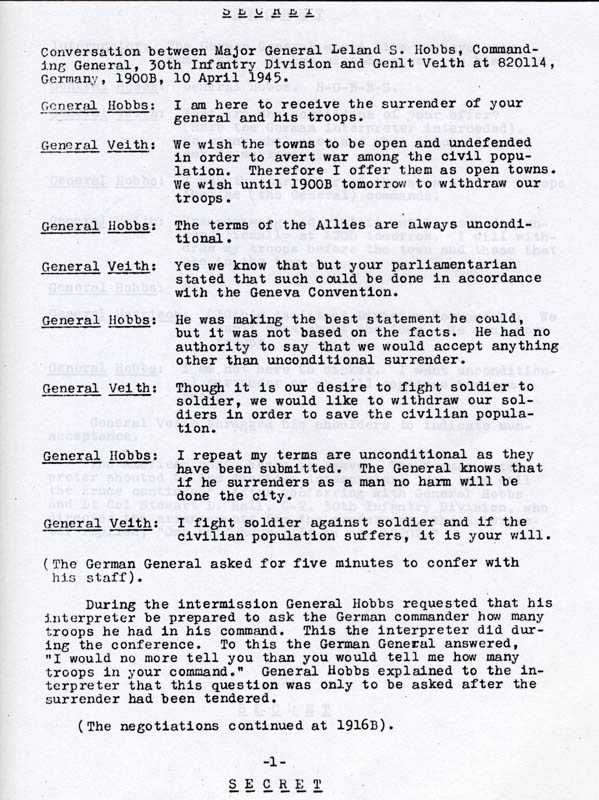
Blatt 3
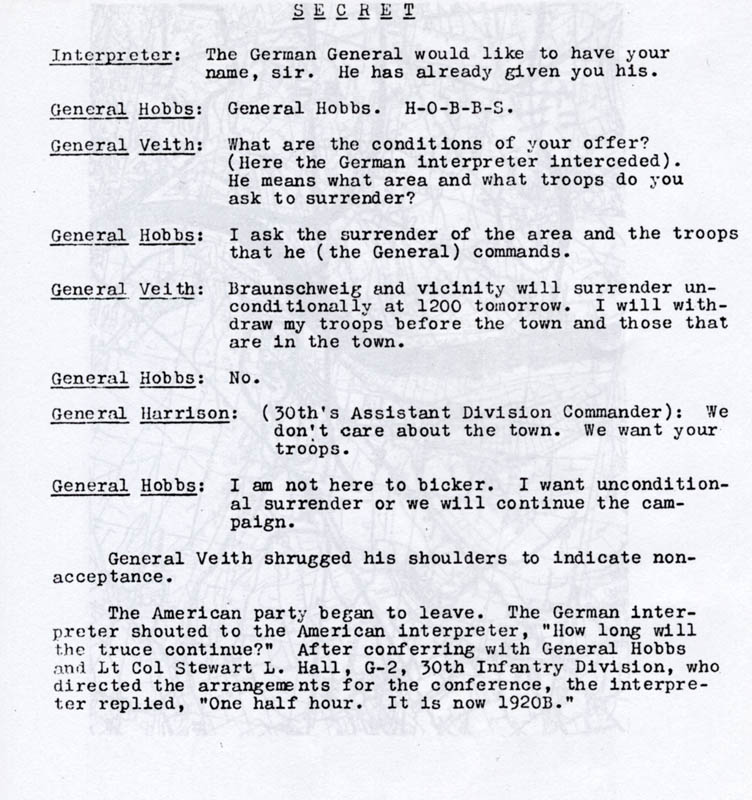
Blatt 4

### 12. April 1945: Übergabe der Stadt Braunschweig

Haupteingang zum Café Lück und Park-Hotel. Rechts der „Glaskasten“, hier trafen Deutsche und Amerikaner in der Nacht vom 11. auf den 12. April 1945 zusammen.

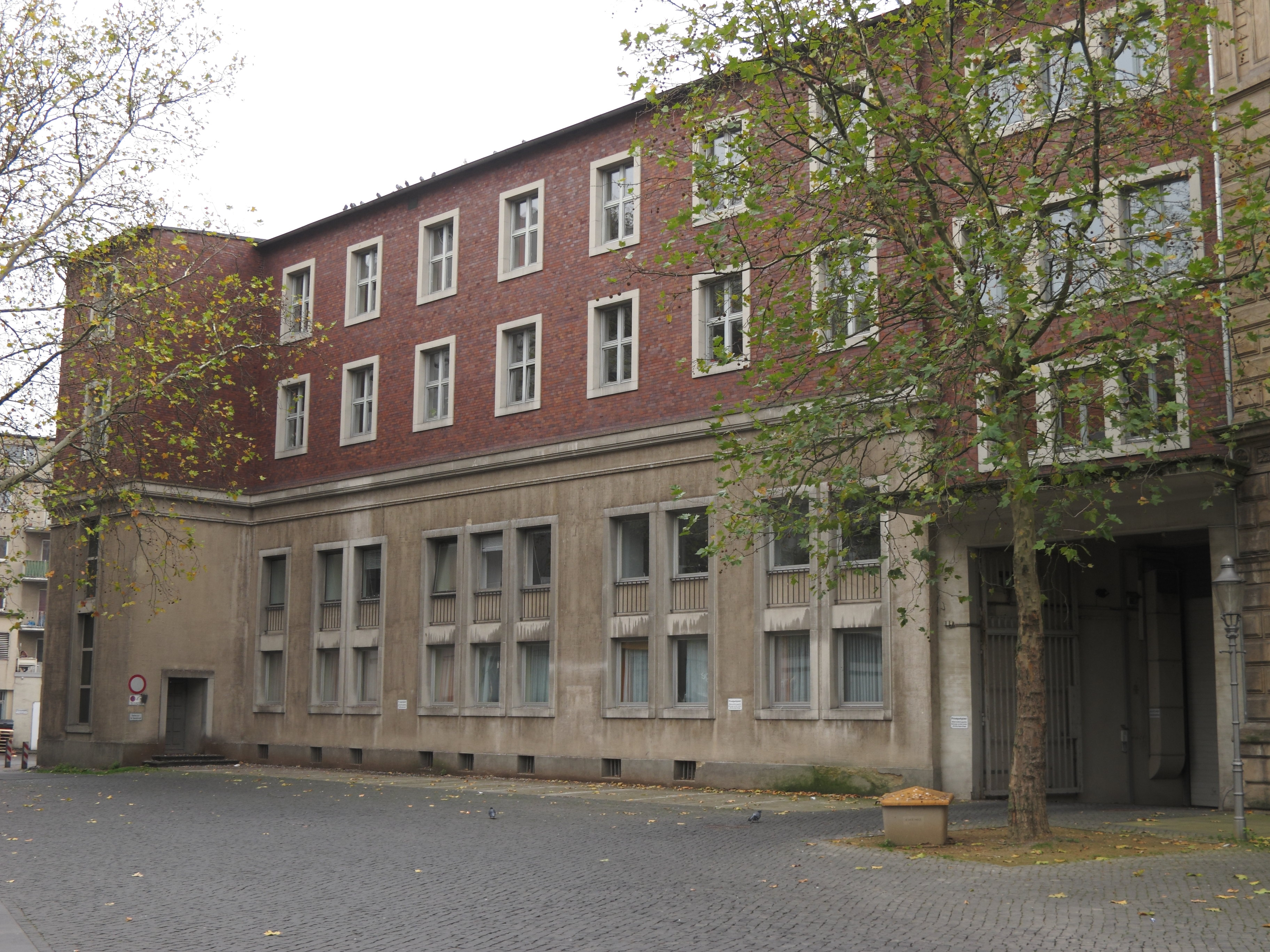
Ehemaliger Polizeibunker in der Münzstraße (2013). Hier wurde am 12. April 1945 um 02:59 Uhr morgens das Übergabeprotokoll von Oberbürgermeister Erich Bockler und Polizeihauptmann Karl Stahl für Braunschweig unterzeichnet.

Der Führer von Platoon L des 117. Infanterie-Regiments befand sich derweil mit ein paar anderen US-Soldaten in der Innenstadt, Ecke Steinweg 22/Theaterwall 1, im Café Lück und sprach dort mit dem Eigentümer Hans Joachim Kalms, als eine von Erich Bockler ausgesandte Polizeistreife hinzukam und mitteilte, der noch nicht zwölf Stunden im Amt befindliche Oberbürgermeister wünsche die Stadt zu übergeben. Daraufhin führte Kalms Lieutenant (Ltn.) Jerome Burkett sowie den Private First Class (PFC) Rex Mabry zunächst zum Gebäude der Landesregierung am nahe gelegenen Bohlweg, um dort mit Klagges zu verhandeln. Da dieser aber nicht zu finden war, ging man weiter in den Polizeibunker des Polizeipräsidiums in der Münzstraße. Dort warteten bereits Oberbürgermeister Bockler, Polizeihauptmann Stahl, zwei Beisitzer und der Protokollführer Alfred Achilles.
Achilles beschrieb mehrere Seiten, die von Ltn. Burkett auf zwei zusammengestrichen und schließlich um 02:59 Uhr für die Stadt Braunschweig von deren kommissarischem Oberbürgermeister Erich Bockler und dem kommissarischen Polizeipräsidenten Hauptmann Karl Stahl unterzeichnet wurden.
Das Protokoll trägt die Überschrift „Protokoll. 12. April 1945 2.59 Uhr. Übergabeverhandlung der Stadt Braunschweig an die amerikanische Wehrmacht am 12. April 1945 2.59 Uhr.“ Es folgt die Aufzählung der auf beiden Seiten Anwesenden: Auf amerikanischer Seite waren der „Bevollmächtigte der amerikanischen Wehrmacht“ Leutnant Jerome Burkett sowie der PFC Rex Mabry anwesend, auf Seiten der Stadt Braunschweig der kommissarische Oberbürgermeister Erich Bockler, Hauptmann der Schutzpolizei Carl Stahl sowie der Protokollführer Alfred Achilles. Darüber hinaus waren als Zeugen der Polizeiangestellte Bruno Stövesandt und der Verkaufsleiter Walter Dietrich vor Ort.

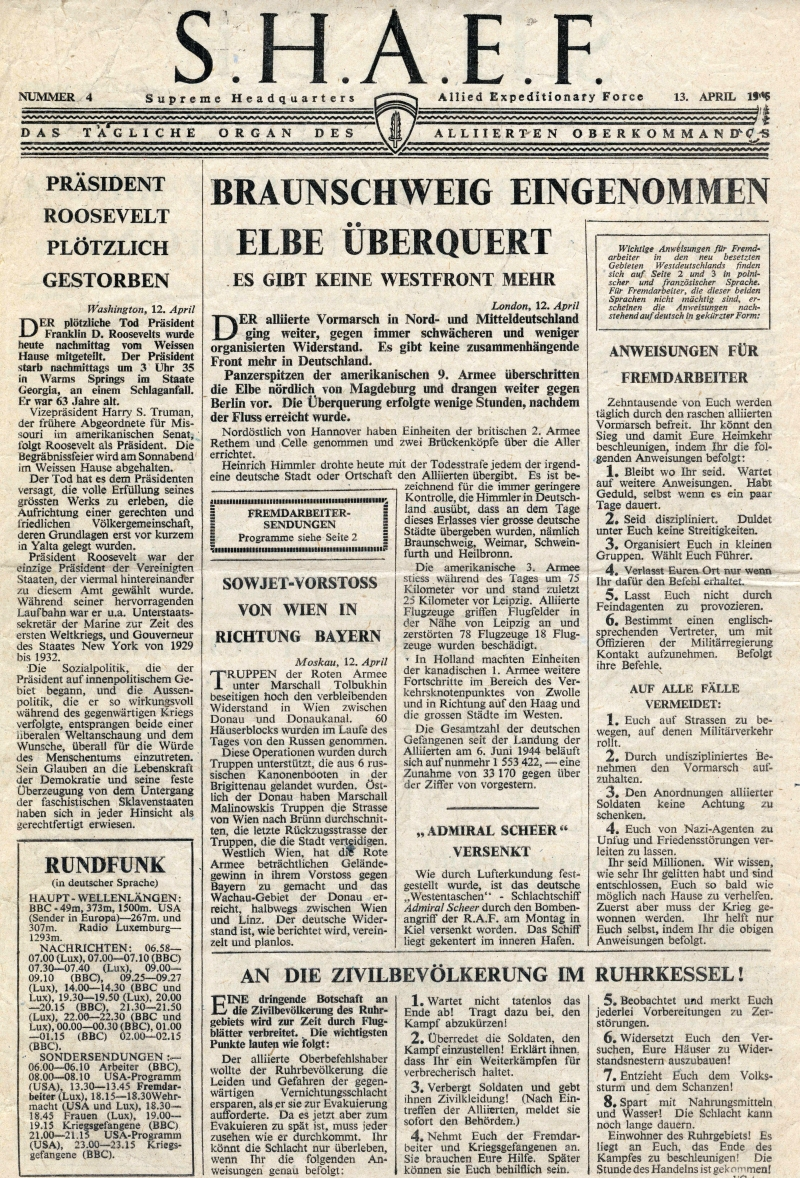
SHAEF-Flugblatt vom 13. April 1945, mit der Schlagzeile „Braunschweig eingenommen, Elbe überquert.“

„Der Bevollmächtigte der amerikanischen Wehrmacht begehrte die Übergabe der Stadt Braunschweig an die amerikanische Wehrmacht, das Einstellen der Feindseligkeiten und die ordnungsgemäße Unterbringung der amerikanischen Soldaten und fragte den kommissarischen Oberbürgermeister, ob die Stadt dazu bereit wäre. …“

Unter den Unterschriften von Stahl und Bockler befindet sich der handschriftliche Zusatz: „Vermerk: Das Original ist dem Ltn. Jerome Burkett am 12.4.45 ausgehändigt. 3 weitere Abschriften wurden am 16.4.45 2 amerikan. Offizieren ausgehändigt. Achilles“
Die beiden Amerikaner kehrten anschließend wieder in das Park-Hotel zurück, das sie zusammen mit den anderen US-Soldaten gegen 04:15 Uhr verließen, um zu ihrer Einheit zurückzukehren. Erich Bockler hat kurz nach Kriegsende berichtet, dass zum Zeitpunkt der Übergabe Braunschweigs bereits Kampfverbände der alliierten Luftflotten im Anflug auf Braunschweig gewesen seien, um die Stadt endgültig in Schutt und Asche zu legen. In letzter Minute seien diese Verbände aber auf ein anderes Ziel umgeleitet worden.
Um 08:00 Uhr morgens ließ Klagges, der offensichtlich von den Ereignissen der vorangegangenen Nacht nichts wusste, Kalms als Dolmetscher in das Rathaus holen, um dem sich dort aufhaltenden amerikanischen Major Ackerman(n) die Stadt übergeben zu können. In einem kurzen Gespräch, bei dem lediglich Klagges und Sekretär Löhr, der einzige zum Dienst erschienene Beamte, sowie Hotelier Kalms auf deutscher Seite anwesend waren, erklärte Ackerman(n), dass es nichts zu verhandeln gebe, denn die Stadt befinde sich faktisch bereits in amerikanischer Hand. Schließlich wurde noch eine nächtliche Ausgangssperre für die Dauer des amerikanischen Truppendurchmarsches verhängt. Zu diesem Gespräch erschien kurz darauf auch der erste britische Offizier, Lieutenant Colonel D. G. Brodie, der Klagges aufforderte, bis auf Weiteres im Amt zu bleiben. Am Morgen des 13. April wurde Klagges allerdings bereits vom amerikanischen Counter Intelligence Corps (CIC) verhaftet und im Gefängnis Rennelberg inhaftiert. Nach Aussage des Hoteliers Kalms soll Ministerialrat Lehmann am 16. April mit der Führung der Geschäfte beauftragt, jedoch selbst am 18. oder 19. April im Rennelberg inhaftiert worden sein. Nach Karl-Joachim Krause beruhen diese Angaben aber auf einem Irrtum Kalms’. Krause zufolge wurde Gerhard Marquordt (DVP), ehemaliger Braunschweigischer Ministerpräsident von 1924 bis 1927, von Oberstleutnant Brodie eingesetzt. Er blieb jedoch nur acht Tage im Amt, bis er von den Amerikanern aufgrund bis heute ungeklärter Umstände ebenfalls inhaftiert wurde. Ihm folgte schließlich der von den Briten eingesetzte Hubert Schlebusch (SPD), der bis Mai 1946 im Amt bleib.
Erich Bockler wurde noch am 12. April von den Amerikanern als Oberbürgermeister im Amt bestätigt und beauftragt „die Neubesetzung und Umsetzung der Beamten- und Angestelltenstellen der Stadtverwaltung unter Beachtung der Richtlinien der Militärregierung unverzüglich nach weiteren Weisungen durchzuführen“. Auf dieser Grundlage entließ er ca. 350 „belastete“ Mitarbeiter, wobei gleichzeitig Mitarbeiter wieder zurückkamen, denen durch die Nationalsozialisten ab 1933 ein Berufsverbot erteilt worden war. Vorrangiges Ziel waren nun die Gewährleistung öffentlicher Sicherheit, Aufrechterhaltung der Versorgung mit Lebensmitteln und der Wiederaufbau Braunschweigs. Bockler blieb bis zum 31. Mai 1945 im Amt. An diesem Tage folgte ihm der von den Nationalsozialisten 1933 aus dem Amt gedrängte Ernst Böhme.

### Keine Kapitulation, sondern Übergabe
Bei dem zweiseitigen Dokument, das den kampflosen Einzug der US-Truppen in die Stadt und damit Waffenstillstand bedeutete, handelt es sich völkerrechtlich und nach Maßgabe der Haager Landkriegsordnung nicht um eine Kapitulationserklärung, sondern um die Übergabe der Stadt Braunschweig an die US-Truppen. Das unterzeichnete Dokument trägt dann auch die Überschrift „Protokoll. 12. April 1945 2.59 Uhr. Übergabeverhandlung der Stadt Braunschweig an die amerikanische Wehrmacht am 12. April 1945 2.59 Uhr.“. Es enthält keine Bedingungen, sondern eine Aufzählung der Ereignisse in der Stadt in den vorausgegangenen Stunden. Der Oberbürgermeister Braunschweigs, Hans-Joachim Mertens, hatte sich am Vortag gegen 16:30 Uhr in seinem Dienstzimmer erschossen. Sein Nachfolger, Erich Bockler, der zum Zeitpunkt der Übergabe noch keine zwölf Stunden im Amt war, sicherte zu, den US-Truppen Unterkunft zur Verfügung zu stellen, die örtliche Polizei zu entwaffnen und eine unbewaffnete „Stadtwacht“ aufzustellen, um Ruhe und Ordnung zu gewährleisten.
Unterdessen hatte das Gros der amerikanischen Verbände Braunschweig umgangen und bewegte sich schnell in Richtung Elbe, um die letzte deutsche Großstadt auf dem Weg nach Berlin, das 90 km östlich gelegene Magdeburg, einzunehmen, was nach tagelangem Beschuss auch am 19. April geschah. Von dort aus waren es bis zur Reichshauptstadt nur noch 140 km und nur noch wenige Tage bis zur bedingungslosen Kapitulation der Wehrmacht am 8. Mai 1945 um 23:01 Uhr MEZ.

## KZ-Häftlinge und Kriegsgefangene

### Räumung der KZ in und um Braunschweig

17. April 1945: Luftaufnahme des KZ-Außenlagers Schillstraße. Im Vordergrund die Schienen des heutigen Hauptbahnhofs, am oberen Bildrand das Heeresstabsgebäude Schillstraße.

In und um Braunschweig befand sich gegen Kriegsende ein engmaschiges Netz aus Arbeitslagern und Konzentrationslagern, darunter einige Außenlager des KZ Neuengamme bei Hamburg. In der Endphase des Krieges wurden diese Lager nach und nach aufgelöst und die Insassen in andere Lager transportiert oder auf Todesmärsche geschickt.
In der Hans-Porner-Straße 20/Ecke Schefflerstraße 2 im heutigen Stadtbezirk Viewegsgarten-Bebelhof befand sich das nur ca. drei Monate bestehende KZ-Außenlager SS-Reitschule für weibliche Häftlinge. Es wurde ab dem 25. Februar 1945 aufgelöst. Das ebenfalls erst im November 1944 eingerichtete KZ-Außenlager Schillstraße, in dem sich etwa 2000 Personen befanden, die vor allem für die Büssing-Nutzfahrzeuge AG (NAG) arbeiten mussten, wurde am 26. März 1945 aufgelöst. Auch diese Insassen wurden auf andere KZ verteilt. Das Entbindungsheim für Ostarbeiterinnen, Broitzemer Straße 200, bestand offenbar bis zum Einmarsch der Amerikaner am 12. April.
In der näheren Umgebung Braunschweigs befanden sich vor allem südlich der Stadt Lager für Zwangsarbeiter der Reichswerke Hermann Göring in Salzgitter, so das KZ Salzgitter-Watenstedt, das KZ-Außenlager Salzgitter-Drütte und das KZ Salzgitter-Bad. Alle wurden am 7. April 1945 von der SS geräumt. Darüber hinaus bestand noch das berüchtigte Lager 21, das erst im April 1945 aufgelöst wurde. Im Westen der Stadt befand sich seit September 1944 das KZ-Außenlager Vechelde, das im Februar 1945 aufgelöst wurde.
Die „Auflösung“ dieser Lager und KZs bestand in der Regel darin, dass die noch arbeits- und gehfähigen Insassen in Todesmärschen oder per Bahn in andere KZs geleitet wurden, so in das KZ Bergen-Belsen, das KZ Beendorf, das KZ Hannover-Stöcken oder das KZ Ravensbrück. Bei diesen Transporten kam es seitens des Wachpersonals zu zahlreichen Gewaltexzessen und Morden.

### Offizierslager 79

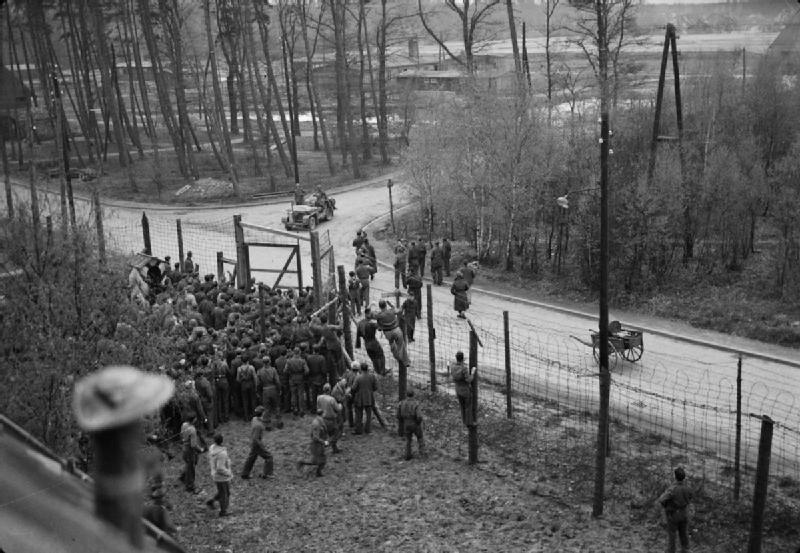
12. April 1945: US-Truppen befreien „Oflag 79“.

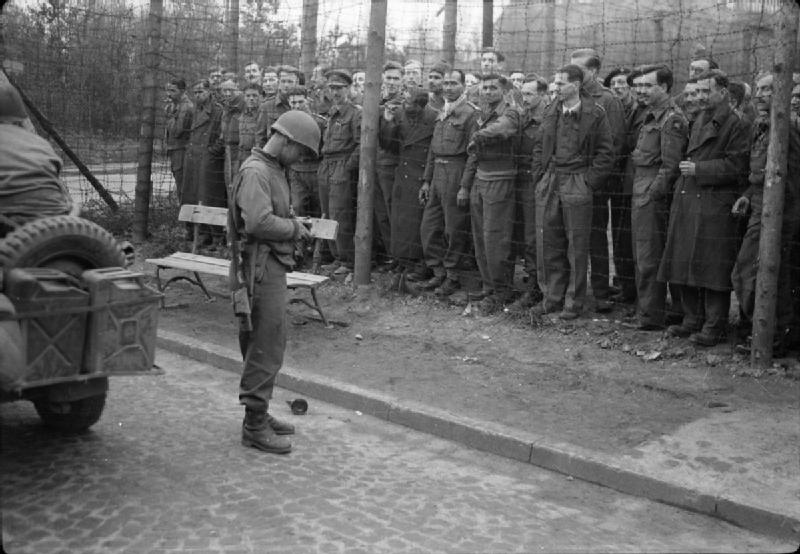
Ein US-Soldat macht ein Foto von gerade befreiten alliierten Offizieren.

Oflag 79, Kurzform für Offizierslager 79, war das größte deutsche Kriegsgefangenenlager für alliierte Offiziere. Es war im Dezember 1943 eingerichtet worden und befand sich ca. sechs Kilometer vom Stadtzentrum entfernt zwischen Querum und Waggum in der Nähe des Flugplatzes Waggum sowie nahe dem Werksgelände der Niedersächsischen Motorenwerke. Am 12. April 1945 wurden die über 2000 alliierten Häftlinge, die meisten von ihnen aus dem britischen Commonwealth, von US-Truppen befreit, nachdem das deutsche Wachpersonal geflohen war. Bereits ab dem 15. April bildeten viele der Offiziere kleinere Gruppen, um die über 45.000 ausländischen ehemaligen Häftlinge und Zwangsarbeiter, die durch die Stadt und deren Umgebung streiften, zu registrieren und die Rückführung dieser jetzt als Displaced Persons (DP) bezeichneten Personengruppe in ihre jeweiligen Heimatländer zu organisieren. Dies geschah unter anderem auch, um sprunghaft ansteigende Übergriffe auf die deutsche Zivilbevölkerung sowie Diebstähle, Einbrüche, Plünderungen und dergleichen zu unterbinden. Sowohl die befreiten Häftlinge und Zwangsarbeiter als auch die ortsansässige Bevölkerung begannen zu plündern. Auf einigen Gehöften der Umgebung wurden mehrere Bauern ermordet. Am 14. April wurde ein Dorfbewohner in Mascherode von einem sowjetischen Offizier erschossen, was dazu führte, dass die Anwohner einen (unbewaffneten) Wachdienst einrichteten. „Oflag 79“ wurde Ende April endgültig aufgelöst. 31 Offiziere blieben aber zunächst noch in Braunschweig, um den DPs zu helfen. Zahlreiche ehemalige Häftlinge von „Oflag 79“ haben ihre Kriegserlebnisse, darunter auch die Ereignisse im Lager, in Autobiografien verarbeitet, u. a. der spätere israelische Verkehrsminister Jitzchak Ben Aharon oder die britischen Profi-Cricketspieler Bill Bowes und Freddie Brown. Auch die Doppelagenten Ronald Sydney Seth und Douglas Berneville-Claye waren dort zeitweise inhaftiert.

## Unmittelbare Nachkriegszeit

### Zerstörung von Wohnraum, Industrieanlagen und Infrastruktur
Zu Beginn des Zweiten Weltkrieges zählte Braunschweig 202.284 Einwohner. Diese Zahl hatte sich bis Kriegsende um 26 % auf 149.641 verringert. Durch Kriegseinwirkung starben nach zeitgenössischen Angaben 2905 Personen, darunter 1286 Ausländer. Schätzungen heutiger Historiker gehen von etwas höheren Zahlen aus.
In der Endphase des Zweiten Weltkrieges war Braunschweig schwerst zerstört, 90 % des Stadtzentrums sowie etwa 42 % der Gesamtstadt waren unbewohnbar. Durch alliierte Bombenangriffe, insbesondere den verheerendsten vom 15. Oktober 1944, waren Zehntausende obdachlos geworden. Industrieanlagen und Infrastruktur waren großflächig zerstört. Die Trümmermenge wurde auf 3.670.500 m³ geschätzt. Am 17. Juni 1946, knapp ein Jahr nach Kriegsende, begann offiziell die Trümmerräumung in Braunschweig. Erst 1963, 17 Jahre später, erklärte die Stadt offiziell die Aufräumarbeiten für beendet.

### Versorgungs- und Gesundheitslage
Da sich die Endphase des Krieges im Braunschweiger Land über das Frühjahr 1945 und damit über die Zeit der Aussaat und der Bestellung der Felder erstreckte, kam es zu Verzögerungen beim Säen oder die Aussaat fiel auch dadurch vollständig aus, dass Ackerflächen durch den Bau von Panzergräben und -sperren unbrauchbar gemacht worden waren. Die verspätete Feldbestellung führte im Herbst 1945 zu einem ersten Mangel an frischem Gemüse. Für die Gesamtversorgungslage mit Lebensmitteln im Jahre 1945 hatte dies zunächst eher geringe Folgen, wohl aber dann im übernächsten Winter, dem sogenannten Hungerwinter 1946/47, dem viele Menschen in Deutschland aufgrund von Unterernährung und Mangelernährung zum Opfer fielen.
Viele kriegszerstörte Flächen in der Braunschweiger Innenstadt, darunter Bombenschneisen, aber auch durch Kriegseinwirkung entstandene Brachen sowie Grünflächen und Parkanlagen wie der Schlosspark wurden von der Bevölkerung – teilweise über Jahre hinweg – zum Anbau von Obst und Gemüse genutzt.

### Flüchtlinge

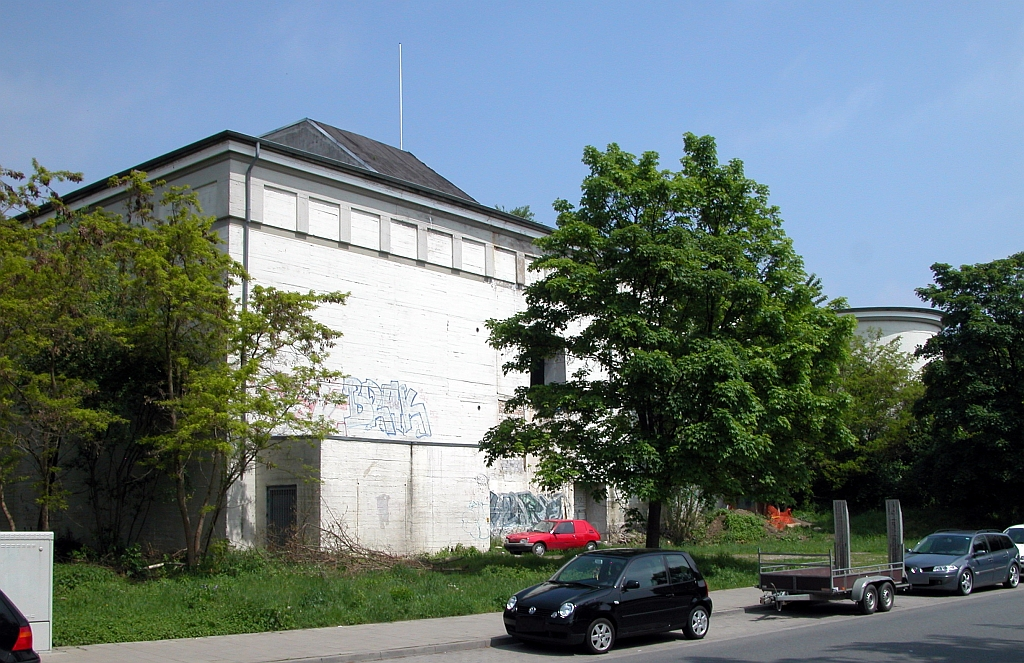
Bunker Madamenweg (2010)

Erste Flüchtlinge und Vertriebene aus Ostpreußen trafen ab dem 15. April unter anderem in Stöckheim ein. Ihnen folgten weitere sowie Soldaten, die der Kriegsgefangenschaft entgangen waren. Viele reisten weiter; diejenigen, die zumindest vorübergehend in der Stadt blieben, wurden in Barackenlagern oder Bunkern untergebracht, so zum Beispiel im Bunker auf dem Madamenweg.

### Militärverwaltung

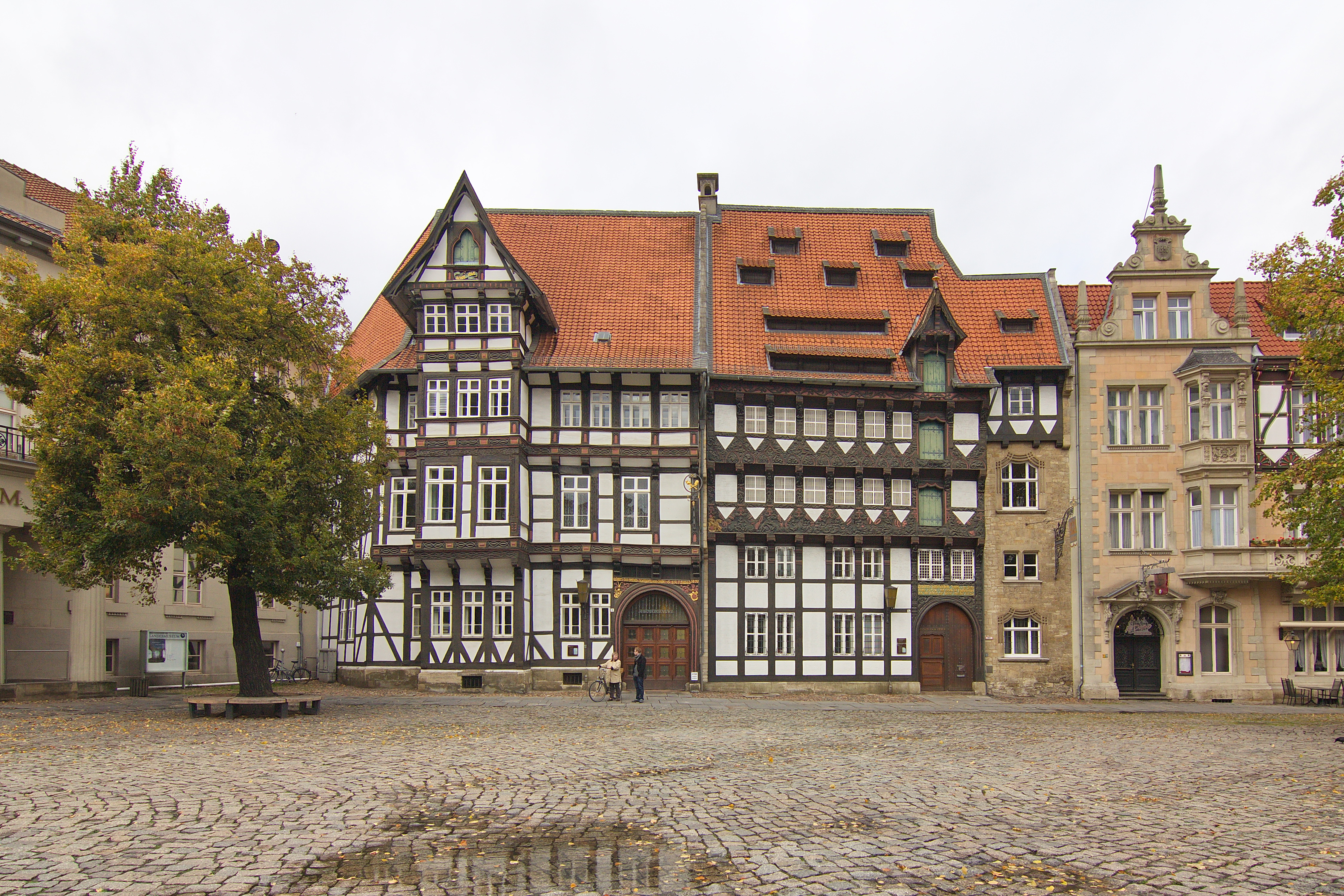
Das Veltheimsche Haus (links) auf dem Burgplatz: ab dem 14. April 1945 Sitz der alliierten Militärverwaltung (120 (L/R) Mil. Gov. Det.).

Am 13. April beschlagnahmten die US-Streitkräfte das Von Veltheimsche Haus am Burgplatz. Am 15. April bezog die Militärverwaltung unter dem britischen Oberstleutnant Brodie das Gebäude. Zur Aufrechterhaltung bzw. Wiederherstellung von Recht und Ordnung wurde ein zunächst unbewaffneter Ordnungsdienst aufgestellt und mit der Organisation einer Polizei begonnen, die direkt dem Oberbürgermeister unterstand. Am 5. Juni 1945 ging das Kommando schließlich ganz auf die britischen Streitkräfte über. Braunschweig war damit Teil der Britischen Besatzungszone geworden.

### Zivilverwaltung
Am 1. Mai 1945 wurde das Polizeipräsidium vorübergehend dem Oberbürgermeister unterstellt. Polizeipräsident wurde der ehemalige Polizeipräsident Wilhelm Buchterkirchen (1877–1959). Er musste wegen seines hohen Alters am 30. September 1945 ausscheiden. Neben dem Oberbürgermeister amtierten als zweiter Bürgermeister Hugo Macke (Rechtsanwalt und Notar) bis 31. Dezember und die Stadträte Karl Kellner (Stadtbaurat a. D. für das Bauwesen, seit 27. April 1945 im Dienst) und Dr. Adolf Wolters (Studienrat) bis 31. Juli 1945 an.
Am 1. Juni 1945 wurde der frühere Oberbürgermeister der Stadt Braunschweig Ernst Böhme (SPD) wieder ihr Oberbürgermeister.

## DVD
- Braunschweig 1945 – Bombardierung, Befreiung, Leben in Trümmern. Erinnert und kommentiert von Eckhard Schimpf (Braunschweiger Zeitung und Archiv Verlag, Braunschweig 2005); enthält unter anderem Originalaufnahmen der Kapitulationsverhandlungen an der Wedtlenstedter Schleuse sowie Luft- und Bodenaufnahmen des zerstörten Braunschweig vom Sommer 1945.